# Législature
 (mai 2025).
Une législature désigne généralement le mandat d’une assemblée législative, la durée entre son installation et l'expiration de ses pouvoirs.
Le terme est également utilisé pour désigner l'ensemble des organes du pouvoir législatif, terme équivalent à celui de « parlement ».

## Liste de législatures
- Liste des législatures allemandes
- Liste des législatures autrichiennes
- Liste des législatures fédérales canadiennes
- Liste des congrès des États-Unis (Liste des législatures des États-Unis)
- Liste des législatures françaises
- Liste des législatures italiennes
- Liste des législatures du Royaume-Uni
- Liste des législatures suisses